# Abdankung Eduards VIII.

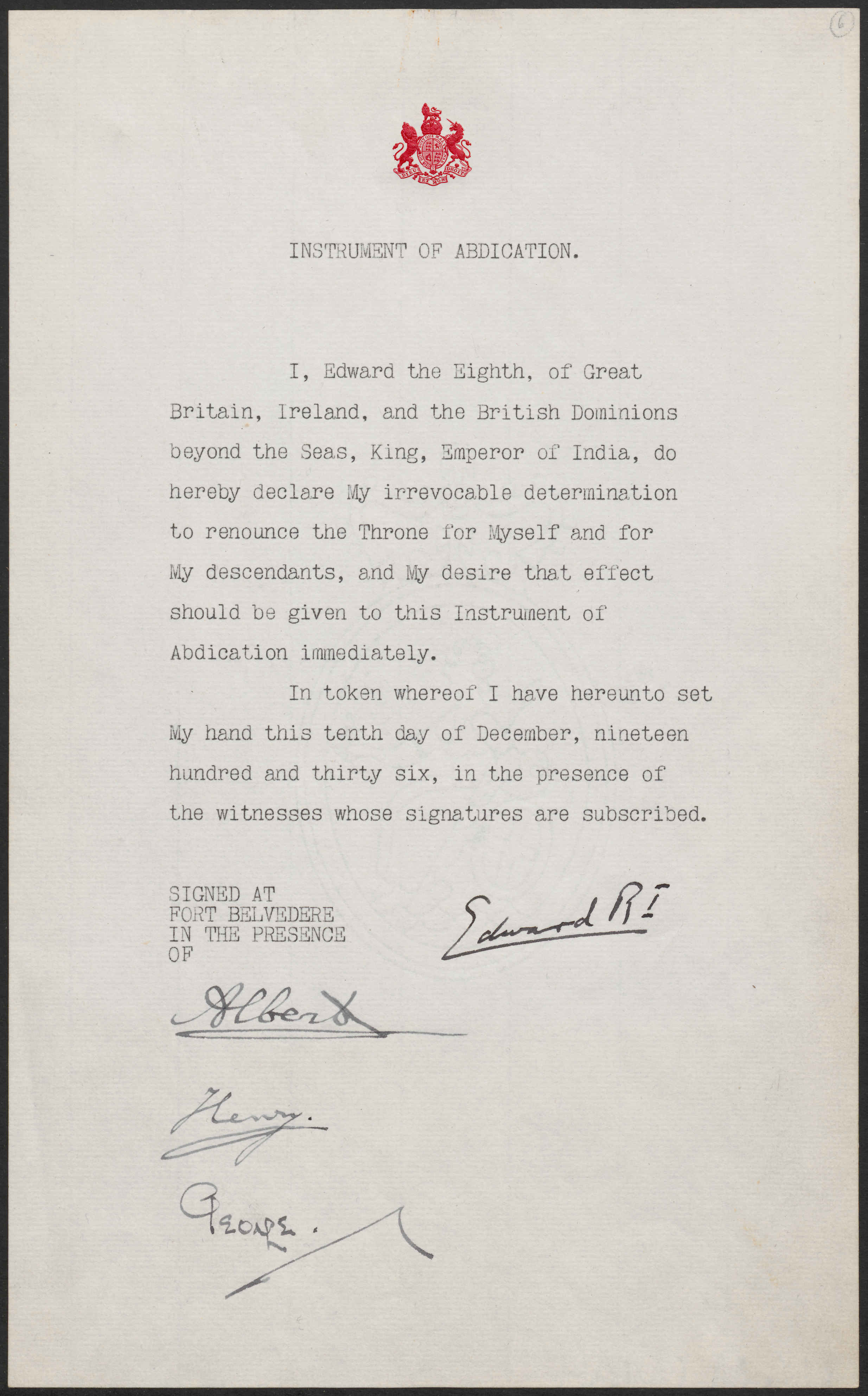
Die Abdankungsurkunde unterzeichnet von Edward VIII. und seinen drei Brüdern

Die Abdankung Eduards VIII. war der Höhepunkt einer Verfassungskrise im Jahr 1936 im Vereinigten Königreich und den anderen Königreichen des Commonwealths, die durch den Wunsch König Eduards VIII. ausgelöst wurde, seine Geliebte Wallis Simpson, eine bereits zweimal geschiedene US-Amerikanerin, zu heiraten.
Die Regierungen des Vereinigten Königreiches und der meisten Dominions waren vor allem aus politischen und moralischen Gründen gegen die Ehe. Simpson wurde wegen ihrer beiden gescheiterten Ehen als ungeeignete Gemahlin angesehen, und große Teile des politischen Establishments glaubten, dass Simpsons Beweggründe eher die Liebe zu Geld und Status als zur Person des Königs waren. Eduard erklärte dem Widerstand zum Trotz, er liebe Simpson und wolle sie auch gegen den Willen der Regierung heiraten.
Der Widerstand der Regierungen im Commonwealth gegen Simpson als Gemahlin des Königs und dessen Weigerung, sich von ihr zu trennen, hatten schließlich im Dezember 1936 die Abdankung Eduards als König und Kaiser und die Thronbesteigung seines Bruders Georg VI. zur Folge.
Der abgedankte König wurde zu „Seiner Königlichen Hoheit, dem Duke of Windsor“, und heiratete Simpson im folgenden Jahr. Die Ehe hielt bis zu Eduards Tod 35 Jahre später.

## Vorgeschichte

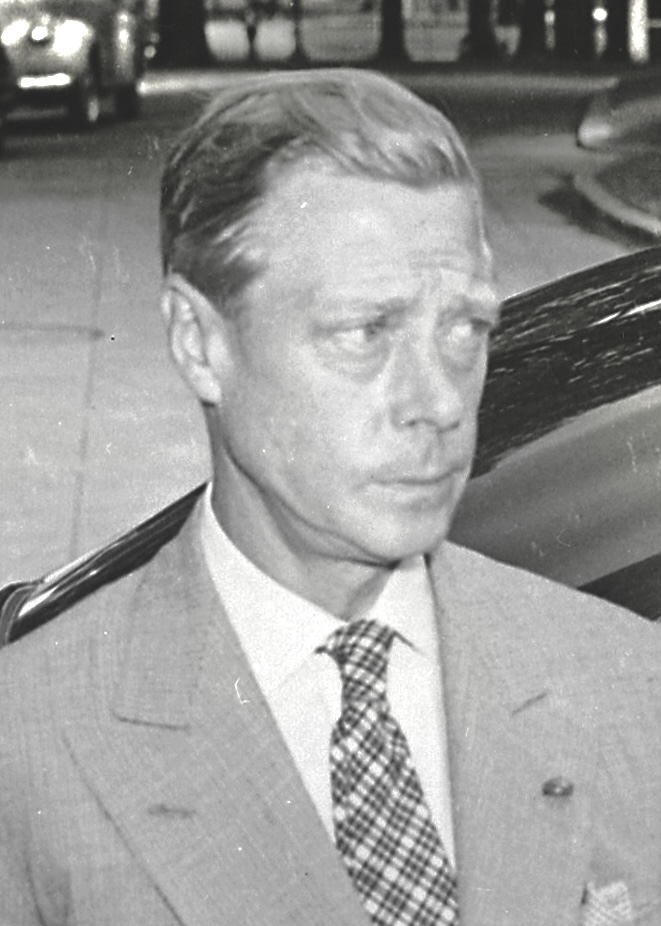
Eduard als Duke of Windsor, 1945

Eduard wurde nach dem Tod seines Vaters Georg V. als Edward VIII. am 20. Januar 1936 König von Großbritannien, Irland und den anderen Dominions, sowie Kaiser von Indien.
König Georg V. hatte seit längerem bereits schwere Zweifel an der Eignung seines Sohns für die Thronfolge; diese Ansicht vertraten in gleichem Maße Premierminister Stanley Baldwin und die höherrangigen Kabinettsmitglieder. Eduard erschien in Charakter und Grundhaltung als verantwortungslos und selbstsüchtig, während er den royalen Pflichten gegenüber gleichgültig bis ablehnend gegenüberstand. Gleich am Tag der Thronbesteigung notierte der Kabinettssekretär Thomas Jones in seinem Tagebuch, „S. B.“ sei ausgesprochen nervös wegen Eduard. Oppositionsführer Attlee gegenüber brachte Baldwin ebenfalls seine Zweifel zum Ausdruck, ob „der König den Kurs halten“ würde.
Eduard war Junggeselle, war aber in den vorangegangenen Jahren öfter von Wallis Simpson zu privaten gesellschaftlichen Ereignissen begleitet worden. Im Laufe des Jahres 1936 wohnte Simpson immer häufiger als Gast des Königs offiziellen Gelegenheiten bei. Ihr Name tauchte regelmäßig in den gedruckten Hofnachrichten auf, wobei sie jedoch nie von ihrem Ehemann Ernest Simpson begleitet wurde. Eduard verbrachte seinen Sommerurlaub zusammen mit Wallis Simpson auf der Dampfjacht Nahlin im östlichen Mittelmeer. Die amerikanische und kontinentaleuropäische Presse berichteten ausführlich über die Kreuzfahrt, die britischen Zeitungen übten sich jedoch in selbstauferlegter Zurückhaltung. Auslandsbriten und Kanadier, die die US-amerikanischen Medien lesen konnten, zeigten sich empört über das aus ihrer Sicht skandalöse Verhalten.
Stanley Baldwin hatte im Mai seinen Rücktritt für das kommende Jahr angekündigt. Über den Sommer 1936 zog er sich für drei Monate nach Aix-les-Bains zurück, um sich zu erholen. Bei seiner Rückkehr war die Abdankungskrise zu einer Klimax gekommen.
Zunehmend wurde offensichtlich, dass Eduard Wallis Simpson heiraten wollte, sobald sie geschieden wäre. Ende des Monats eskalierte die Krise, als Simpson die Scheidung von ihrem Ehemann einreichte und die US-Presse berichtete, eine Heirat zwischen ihr und dem König stünde unmittelbar bevor.
Am 20. Oktober kam es zu einem ersten Treffen zwischen Baldwin und Eduard im Fort Belvedere. Baldwin warnte den König, dass er nicht weitermachen könne wie bislang und damit durchkommen könne. Er bat den König, die Scheidung von Mrs. Simpson zu verhindern. Eduard äußerte, dass es sich um Mrs. Simpsons Angelegenheit handele.
Am 13. November schrieb der königliche Privatsekretär Alec Hardinge dem König einen warnenden Brief:

„Das Schweigen der britischen Presse bezüglich der Freundschaft Eurer Majestät mit Frau Simpson wird nicht anhalten. Den Briefen britischer Untertanen im Ausland, wo die Presse sich offen äußerte, nach zu urteilen werden die Folgen verhängnisvoll sein.“

Am darauf folgenden Montag, dem 16. November, kam es zu einem weiteren Treffen mit Eduard und Baldwin. Eduard setzte Baldwin in Kenntnis, dass er Wallis Simpson heiraten wolle. Der Premierminister entgegnete dem König, dass eine solche Ehe für das Volk nicht akzeptabel sei, und erklärte: „... die Königin wird die Königin dieses Landes. Bei der Wahl einer Königin muss daher die Stimme des Volkes gehört werden.“

## Argumente gegen die Ehe
Widerstand gegen die Ehe kam aus verschiedenen Richtungen:

### Religiös
Als britischer König war Eduard Oberhaupt (Supreme Governor) der Church of England. Die Church of England erlaubte nicht, dass Geschiedene wieder heiraten konnten, so lange der frühere Ehepartner noch lebte. Daher wurde es als unannehmbar empfunden, dass Eduard das Amt des Supreme Governor (also das des Königs) behielte und gleichzeitig eine geschiedene Frau mit gleich zwei noch lebenden Exmännern heiratete.

### Rechtlich
Simpsons erste Scheidung (vollzogen in den Vereinigten Staaten aufgrund von „emotionaler Unverträglichkeit“) wurde von der Church of England nicht anerkannt und hätte vor englischen Gerichten nach englischem Recht möglicherweise keinen Bestand gehabt. Nach dieser Logik wäre ihre zweite (und dritte) Ehe bigamistisch und damit ungültig gewesen. Eventuelle Kinder Eduards und Simpsons wären unehelich und von der Thronfolge ausgeschlossen gewesen.

### Moralisch

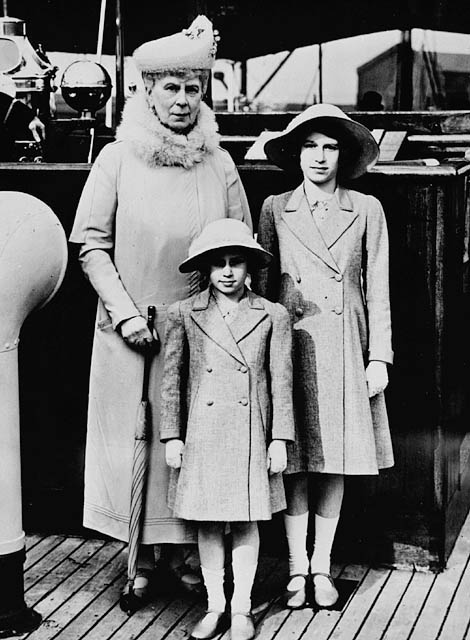
Eduards Mutter Königin Maria mit ihren Enkelinnen Elisabeth und Margaret, 1939

Hätten die Berater des Königs Wallis Simpson für eine angemessene Gemahlin gehalten, hätten sie sich womöglich stärker angestrengt, eine legale Lösung für sein Problem zu finden. Aber seine Minister (und auch seine Familie) befanden Simpsons bisherigen Lebenslauf und ihr Auftreten als für eine Königin völlig unangemessen. Eduards Mutter, der Königinwitwe Maria, wurde sogar erzählt, dass Simpson eine Art sexueller Macht über Eduard besäße, da sie ihn – durch in einem chinesischen Bordell erlernte Praktiken – von einer nicht genauer definierten sexuellen Störung befreit habe. Dieser Ansicht war auch Alan Campbell Don, der Kaplan des Erzbischofs von Canterbury, der schrieb, er vermute, der König sei „sexuell anormal, was der Grund für die Macht sein könnte, die Mrs. S. über ihn hat.“ Sogar Eduards offizieller Biograf Philip Ziegler schrieb:

„Es muss sich um eine Art sado-masochistischer Beziehung gehandelt haben … [Eduard] genoss die Verachtung und Grobheit, mit der sie ihm begegnete.“

Die privaten Aufzeichnungen Walter Turner Moncktons, Eduards Rechtsberater, wurden 2003 von der Bodleian Library in Oxford freigegeben (ausgenommen die private Korrespondenz zwischen Monckton und Königinmutter Elizabeth, die bis 2037 unter Verschluss bleibt). Sie bieten wertvolle Einblicke in die Hintergründe der Abdankung und die Gerüchte und Anspielungen, die sie prägten, besonders bezüglich Wallis Simpson.

#### Wallis’ andere Liebhaber
Polizeiliche Ermittler, die Simpson beobachtet hatten, berichteten, dass sie trotz ihrer Beziehung zu Eduard ein weiteres sexuelles Verhältnis hatte, und zwar mit Guy Trundle, einem verheirateten Automechaniker und -händler. Dies könnte durchaus wichtigen Mitgliedern der politischen Klasse Großbritanniens mitgeteilt worden sein, auch Mitgliedern des Königshauses. Joseph P. Kennedy, der amerikanische Botschafter, nannte sie ein „Flittchen“; seine Frau, Rose Kennedy, weigerte sich, mit ihr zu essen. König Eduard blieb jedoch über die angebliche Untreue seiner Mätresse im Unklaren.
Es ging außerdem das Gerücht eines dritten Liebhabers, Edward FitzGerald, 7. Duke of Leinster, dem höchstrangigen Adligen Irlands und engen Freund Eduards.

#### „Goldgräberin“
Die Wahrnehmung war weit verbreitet, Wallis wolle Eduard seines Geldes wegen. Sein Stallmeister schrieb, dass sie ihn schlussendlich, „nachdem sie sich die Kasse gesichert hat“, verlassen würde. Der spätere Premierminister Neville Chamberlain notierte in seinem Tagebuch:

„[Wallis Simpson] ist eine völlig skrupellose Frau, die den König nicht liebt, sondern zu ihren eigenen Zwecken ausnutzt. Sie hat ihn bereits an Geld und Juwelen ruiniert.“

### Politisch

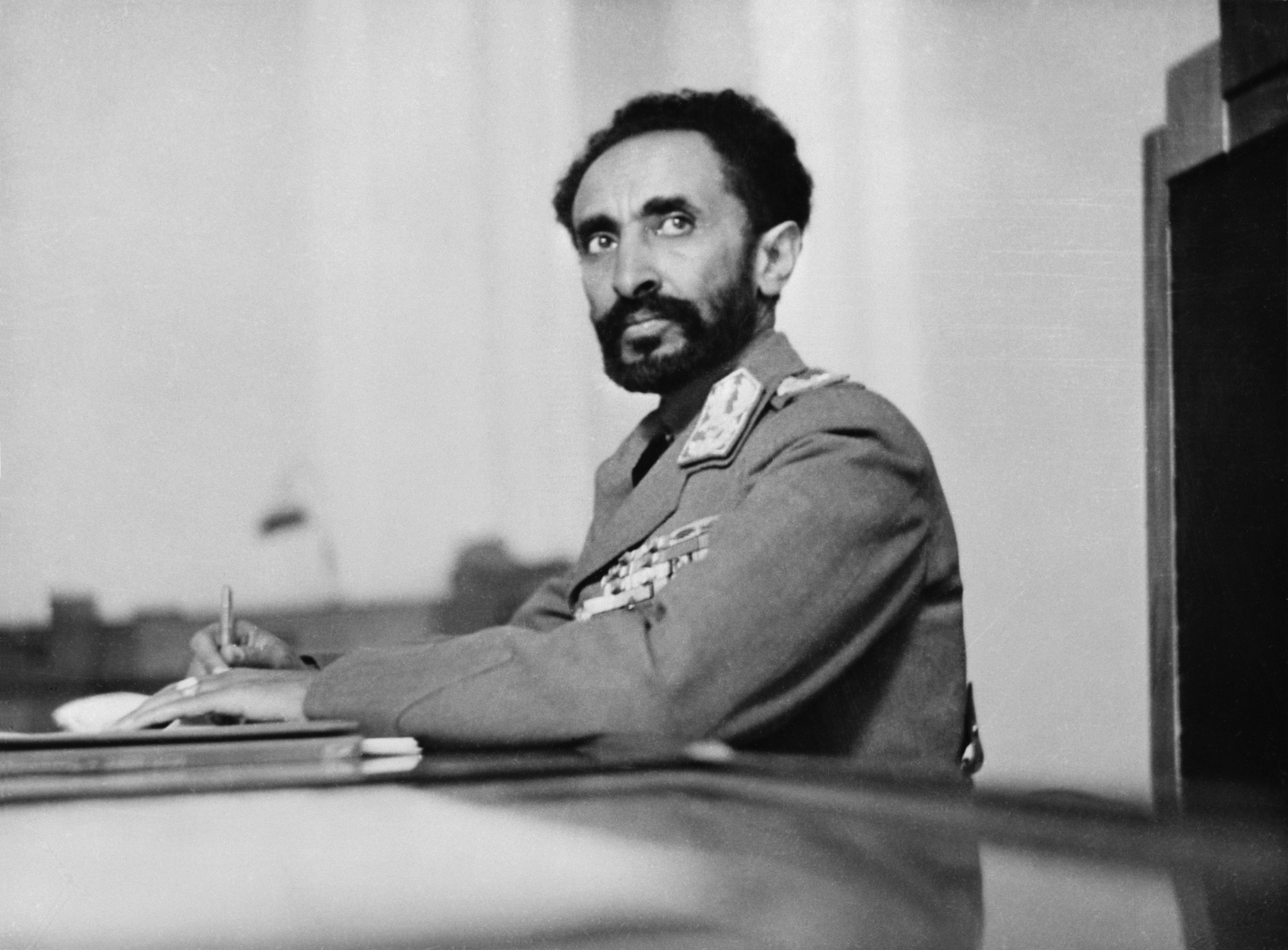
Haile Selassie, Kaiser von Äthiopien

Das britische Establishment fürchtete Eduards Wunsch, die Monarchie zu modernisieren, und war gegen dessen Absicht, sie volksnäher zu machen. Als er notleidende Bergbau-Dörfer in Wales besuchte, ließen seine sorglosen Kommentare die Befürchtung aufkommen, er könnte sich in politische Angelegenheiten einmischen, in denen sich ein konstitutioneller Monarch normalerweise neutral verhält. Als Prince of Wales hatte er linke Politiker öffentlich als „Spinner“ („cranks“) bezeichnet und Reden gegen die Regierungspolitik gehalten. Seine Weigerung, den Ratschlägen von Ministern zu folgen, behielt er auch als König bei, als er sich gegen Sanktionen gegen Italien aussprach, nachdem dieses Äthiopien im Italienisch-Äthiopischen Krieg überfallen hatte, und auch den abgesetzten Kaiser von Äthiopien nicht empfangen und den Völkerbund nicht unterstützen wollte.
Weit schädlicher war es jedoch, dass der britischen Regierung mitgeteilt wurde, Wallis Simpson sei eine „Nazi-Agentin“. Ein deutscher Diplomat ließ dem Außenministerium Informationen über Meldungen des deutschen Botschafters, Joachim von Ribbentrop, zukommen, in denen der seine Meinung äußerte, dass der Grund der Abdankung war, „jene deutschenfreundlichen Kräfte zu zerstören, die durch Frau Simpson am Werk waren.“ Gerüchte besagten, dass Simpson Zugang zu geheimen Regierungsdokumenten hatte, die König Eduard geschickt wurden und die er unbeaufsichtigt in seinem Landsitz Fort Belvedere liegen ließ. Sogar nach Eduards Abdankung wurden von Personenschutzbeamten, die Simpson im französischen Exil schützten, Berichte mit der Vermutung an die Regierung geschickt, sie könnte „nach Deutschland abhauen“.
Die amerikanische Bundesuntersuchungsbehörde, das FBI, erhob ebenfalls eine Reihe von Anschuldigungen gegen Simpson. Eine der schwerwiegendsten war, dass sie 1936, als sie die Geliebte König Eduards war, daneben auch eine Affäre mit Botschafter von Ribbentrop hatte. Die Quelle des FBI (Carl Alexander Herzog von Württemberg, damals Benediktinermönch in den USA) behauptete nicht nur, dass die beiden eine Beziehung gehabt hätten, sondern auch, dass von Ribbentrop ihr jeden Tag 17 Nelken schickte, eine für jedes Mal, das sie miteinander geschlafen hätten. Die Anschuldigungen des FBI waren symptomatisch für den äußerst schädlichen Klatsch, der über die mögliche künftige Königin verbreitet wurde, nach dem sie (und auch ihr künftiger Ehemann) Nazi-Sympathisanten wären.

### Gesellschaftlich
Eduard verärgerte die Aristokratie durch seine Geringschätzung ihrer Traditionen und Bräuche. Viele fühlten sich durch seine Abkehr von sozialen Normen und Sitten beleidigt. Er wurde in der schottischen Öffentlichkeit äußerst unbeliebt, als er es ablehnte, einen neuen Flügel der Aberdeen Royal Infirmary zu eröffnen. Als Grund gab er an, er trauere noch um seinen Vater, doch am folgenden Tag waren in den Zeitungen Bilder von ihm im Urlaub zu sehen. Er hatte das öffentliche Ereignis zugunsten eines Treffens mit Wallis Simpson abgelehnt.

### National
Die Beziehungen zwischen dem Vereinigten Königreich und den Vereinigten Staaten waren in den Zwischenkriegsjahren angespannt. Die Mehrheit der Briten war gegen eine Amerikanerin als ihre Königin.

## Die Wahlmöglichkeiten
Als Ergebnis all dieser Gerüchte und Argumente setzte sich unter den britischen Politikern die Auffassung durch, dass Simpson keine königliche Gemahlin werden könne. Baldwin machte dem König klar, dass das Volk gegen eine Ehe mit Mrs. Simpson wäre, und ebenso, dass die Regierung geschlossen zurückträte, wenn er sie gegen den ausdrücklichen Rat der Minister heiratete. Der König entgegnete: „Ich habe vor, Mrs. Simpson zu heiraten, sobald sie heiraten kann. […] Wenn die Regierung gegen die Ehe war, wie der Premierminister mir zu verstehen gab, dann war ich bereit, zu gehen.“ Unter dem Druck des Königs, und „erschrocken“ über die angedeutete Abdankung, erklärte sich Baldwin einverstanden, weitere Sondierungsgespräche vorzunehmen und legte den Premierministern der fünf Dominions, deren König Eduard ebenfalls war, drei Optionen vor:
1. Die beiden heiraten und Mrs. Simpson wird Königin.
2. Die beiden heiraten, aber Mrs. Simpson wird nicht Königin, sondern bekommt einen anderen Ehrentitel (eine „morganatische Ehe“).
3. Eduard dankt ab, um Mrs. Simpson zu heiraten.

Für die zweite Option gab es in Europa Präzedenzfälle (zum Beispiel in Österreich Erzherzog Franz Ferdinand), aber keinen vergleichbaren Fall in der britischen Verfassungsgeschichte. Die Premierminister des Commonwealths wurden um ihre Meinung gefragt, und die Mehrheit kam darin überein, dass es „keine Alternative zu Möglichkeit 3“ gebe.

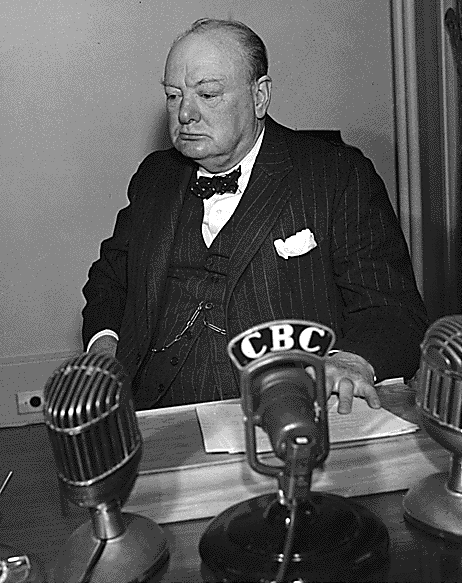
Churchill ergriff als einer der wenigen für Eduard Partei

Die Regierung machte mittlerweile mit Hilfe der Times, deren Herausgeber Geoffrey Dawson ein enger Vertrauter Baldwins war, Eduards Affäre auch der britischen Öffentlichkeit bekannt und vermittelte dabei den Eindruck, man habe zwar Verständnis für Eduards schwierige Lage und übe auch keinen Druck auf ihn aus, sehe aber keine andere Möglichkeit als einen Verzicht entweder auf Simpson oder auf die Krone. Die Times selbst brachte kaum Beiträge, die für den König Partei ergriffen (eine Ausnahme war der Winston Churchills am 7. Dezember), und drängte auf eine schnelle Entscheidung in der Angelegenheit. Man fürchtete zum einen eine Spaltung des Parlaments, wenn im Laufe der Zeit Eduard immer mehr Anhänger gegen die Regierung gewinnen könnte, und zum anderen separatistische Bewegungen in den Commonwealth Realms. Während der König selbst eine „königstreue Partei“ strikt ablehnte, waren zumindest die Befürchtungen im Hinblick auf die Dominions, besonders Südafrika und Irland, nicht unbegründet.
Indem Eduard allerdings überhaupt Baldwin den Auftrag gab, die anderen Regierungen des Commonwealth zu kontaktieren, statt es selbst zu tun, ermöglichte er ihm, diese im Sinne der britischen Regierung zu beeinflussen. Dass Eduard zudem keinen seiner Verbündeten aufforderte, die Krise aus seiner Sicht in der Presse zu schildern, lässt darauf schließen, dass er insgeheim eine Lage, in der er abdanken „musste“, herbeiführen wollte.
Dennoch wollte sich Eduard am 3. Dezember mit einer Radioansprache an das Volk wenden. Er wollte darin seinen Wunsch andeuten, Simpson morganatisch zu heiraten und dabei entweder auf dem Thron zu bleiben oder nach einer erzwungenen Abdankung darauf zurückzukehren. Premierminister Baldwin und das britische Kabinett blockierten die Rede. Sie sagten, sie bedeute einen schweren Bruch von Verfassungsgrundsätzen (da der König als Privatmann und ohne Beratung durch seine Minister sprechen wollte) und schockiere viele Menschen. Unter anderem wollte Eduard sagen:

„Weder Frau Simpson noch ich wollten je darauf bestehen, dass sie Königin wird. Alles, was wir wollten, war, dass unser Eheglück mit einem Titel und einer Würde einherginge, die meiner Frau angemessen wären.
Nun, da ich Sie endlich ins Vertrauen ziehen konnte, glaube ich, dass es das beste ist, für eine Weile fortzugehen, sodass Sie ruhig und ohne Hast, aber auch ohne unnötigen Verzug, über das nachdenken können, was ich sagte.“

Indem er gegen die Regierung die Unterstützung des Volkes gewinnen wollte, wollte er den bindenden Ratschlag seiner Minister in allen Commonwealth-Staaten missachten – ein tiefgreifender Bruch von Verfassungsgrundsätzen, die bis zur Glorious Revolution des Jahres 1688 und möglicherweise noch weiter zurückreichten. Das Kabinett sah in Eduards vorgeschlagener Ansprache eine geringschätzige Haltung gegenüber den Verfassungen seiner Reiche und eine Bedrohung der politischen Neutralität der Krone.
Nachdem ihm mitgeteilt worden war, dass er nicht gleichzeitig auf dem Thron verbleiben und Wallis Simpson heiraten könne und seine Rede an den Commonwealth über „seine Seite der Geschichte“ aus Verfassungsgründen abgeblockt worden war, entschied sich Eduard für die dritte Option und wurde der erste Monarch der jüngeren britischen Geschichte, der freiwillig abdankte.

## Rechtsmanöver
Nach Simpsons Scheidungsanhörung am 27. Oktober 1936 sorgte sich ihr Anwalt John Theodore Goddard, dass es eine „patriotische“ Bürger-Intervention (eine gesetzliche Handhabe, um die Scheidung zu verhindern) geben könnte. Goddard fürchtete, solch eine Intervention könnte Erfolg haben. Er handhabte den Fall, als handele es sich um eine Scheidungsklage gegen Ernest Simpson mit Wallis Simpson als unschuldige, geschädigte Partei. Das Gericht konnte keine Scheidung aussprechen, wenn beide Parteien sich einig waren (gesetzlich nicht mögliche no-fault divorce) oder wenn Frau Simpson mit ihrem Mann für eine erfolgreiche Scheidung „konspiriert“ hätte, indem sie zum Beispiel eine Affäre hätte oder beabsichtigte, jemanden anderes zu heiraten. Am Montag, dem 7. Dezember 1936 hörte der König von Goddards Vorhaben, zu seiner Klientin nach Südfrankreich zu fliegen, die dorthin geflohen war. Der König bestellte ihn und verbot ihm die Reise ausdrücklich, da er fürchtete, der Anwalt könne Zweifel bei Simpson wecken. Goddard ging daraufhin direkt zur Downing Street und bat um Baldwins Schutz. Die Regierung stellte sofort ein Flugzeug zur Verfügung, und Goddard flog direkt nach Cannes.
Nach seiner Ankunft warnte Goddard Simpson, dass eine Bürger-Intervention wahrscheinlich Erfolg hätte, wenn es zu einer solchen käme. Laut Goddard war es seine Pflicht, ihr zu raten, den Scheidungsantrag zurückzuziehen. Simpson schlug den Rat ihres Anwalts zwar aus, aber beide telefonierten mit dem König, um ihm mitzuteilen, dass sie willens sei, die Beziehung mit ihm zu beenden, damit er König bleiben könne. Es war jedoch zu spät: Der König hatte sich bereits zur Abdankung entschlossen, auch wenn er Simpson nicht heiraten könnte. John Theodore Goddard bemerkte, seine Klientin „war bereit, alles zu tun, um die Lage zu entspannen, aber die andere Seite des Türchens [Eduard VIII.] war fest entschlossen.“
Goddards Besuch befeuerte falsche Gerüchte, Frau Simpson sei schwanger und habe sogar eine Abtreibung vornehmen lassen. Da Goddard ein schwaches Herz hatte und noch nie geflogen war, hatte er seinen Arzt William Kirkwood, der zu der Zeit in einem Entbindungsheim tätig war, gebeten, ihn auf der Reise zu begleiten. Die Presse berichtete aufgeregt, der Anwalt sei in Begleitung eines Gynäkologen und eines Anästhesisten (der in Wahrheit ein Angestellter des Anwalts war) zu Frau Simpson geflogen.

## Die Abdankung
Die schriftliche Abdankungserklärung Eduards VIII. wurde von seinen drei jüngeren Brüdern am 10. Dezember auf Fort Belvedere bezeugt:
- Prinz Albert, Duke of York, der durch sie König Georg VI. wurde
- Prinz Henry, Duke of Gloucester
- Prinz George, Duke of Kent

Am folgenden Tag wurde der Erklärung durch jedes der Parlamente im Commonwealth Gesetzeskraft verliehen. Das Statut von Westminster, durch das die Gesamtkrone für den Commonwealth in lauter einzelne Kronen für jedes Reich, die alle derselbe Monarch trug, aufgeteilt worden war, erforderte es, dass jeder Staat im Commonwealth die Abdankung separat ratifizierte (zum Beispiel im Vereinigten Königreich durch His Majesty’s Declaration of Abdication Act 1936 oder in Kanada durch den Succession to the Throne Act). Im Irischen Freistaat geschah diese Ratifikation durch den External Relations Act jedoch einen Tag später als überall anders, sodass Eduard formal einen Tag lang „König von Irland“ war, während Georg VI. bereits in allen anderen Commonwealth Realms herrschte. Es waren dabei nicht die einzelnen Gesetze, sondern die königlichen Zustimmungen zu ihnen, die die Abdankung vollendeten. Da Eduard VIII. noch nicht gekrönt worden war, wurde die Krönungszeremonie, die für ihn bereits geplant war, stattdessen die seines Bruders Georg VI.
Etliche Mitglieder des Establishments waren über Eduards Abdankung erleichtert. Schon 1927 hatte sein eigener Privatsekretär Alan Lascalles Baldwin gesagt: „Ich kann mir nicht verkneifen zu denken, dass das beste, was ihm und dem Land passieren kann, ist, dass er sich den Hals bricht.“
Nach seiner Abdankung richtete Eduard (der nun für einige Stunden wieder „Seine königliche Hoheit, Prinz Eduard“ war, bevor ihn sein Bruder am nächsten Morgen zum Duke of Windsor machte) am 11. Dezember von Windsor Castle aus eine Radioansprache an das Volk. Die offizielle Ansprache hatte am Vortag während des Mittagessens von Eduards Freund Winston Churchill ihren Feinschliff erhalten und war im Ton gemäßigt; Eduard sprach von seiner Unfähigkeit, sein Amt so zu bekleiden, „wie ich es gewollt hätte“, wenn er nicht die Unterstützung „der Frau, die ich liebe“ habe. Am nächsten Tag verließ Eduard Großbritannien in Richtung Österreich.

## Duke and Duchess of Windsor

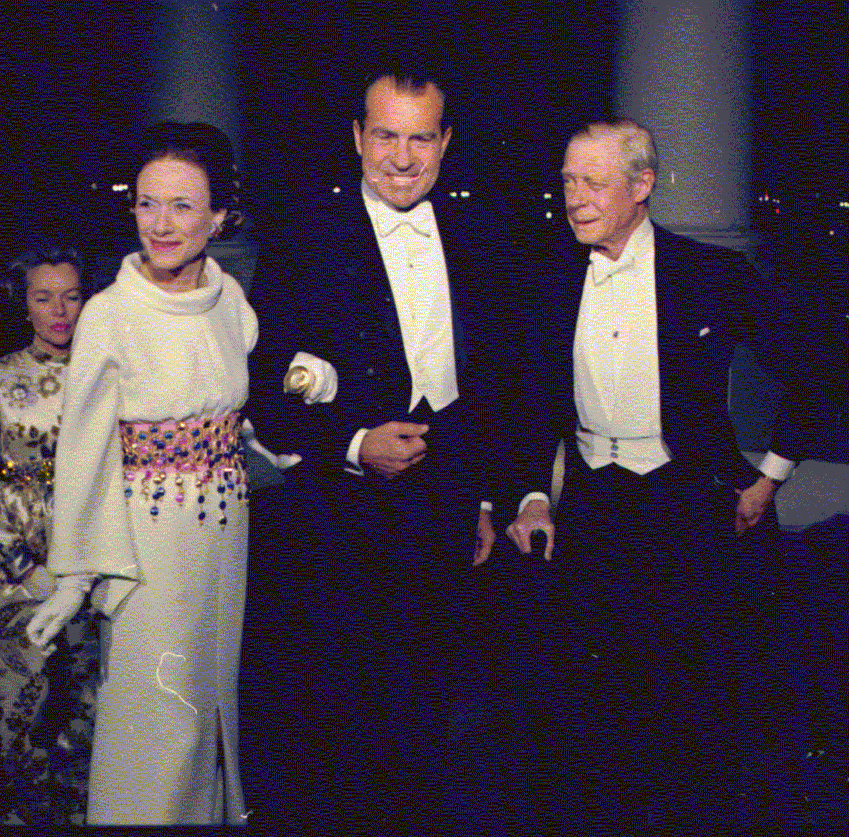
Das Herzogspaar mit Präsident Nixon (Mitte), 1970

Georg VI. machte seinen älteren Bruder zum Duke of Windsor mit der Anrede „Seine Königliche Hoheit“. Am 3. Mai des folgenden Jahres wurde Wallis Simpsons Scheidung rechtskräftig. Der Fall wurde im Stillen gehandhabt, es gab keine Bürger-Intervention, und nur wenige Zeitungen berichteten darüber. Die Times beispielsweise druckte nur einen einzigen Satz unter einer scheinbar nicht damit zusammenhängenden Nachricht über die Abreise des Dukes aus Österreich. Als der Duke of Windsor Wallis Simpson am 3. Juni 1937 auf Schloss Candé im französischen Monts (Indre-et-Loire) heiratete, wurde sie zwar die Duchess of Windsor, durfte aber zu Eduards massiver Verärgerung nicht die Anrede „Ihre Königliche Hoheit“ verwenden.
Der Duke of Windsor verbrachte den Großteil seines weiteren Lebens im Ruhestand in Frankreich. Georg VI. gewährte ihm eine einkommensteuerfreie Zuwendung, die Eduard durch die Niederschrift seiner Memoiren und illegalen Währungshandel aufbesserte. Im Zweiten Weltkrieg war er Gouverneur der Bahamas und dort Gerüchten und Beschuldigungen ausgesetzt, er sei Nazisympathisant. Er sagte einem Bekannten angeblich: „Wenn der Krieg vorbei ist und Hitler die Amerikaner zerquetscht hat […] übernehmen wir […] Sie [der Commonwealth] wollen mich nicht als ihren König, aber ich komme bald als ihr Führer zurück.“ Er sagte einem Journalisten, „es wäre eine Tragödie für die Welt, wenn Hitler gestürzt würde.“
Kommentare wie diese verstärkten die Meinung, der Duke hege Sympathien für die Nazis, und dass die Abdankungskrise 1936 einen Mann vom Thron vertrieben habe, dessen politische Anschauungen eine Gefahr für sein Land gewesen seien, und der durch einen König ersetzt worden war, der keine solche Neigungen hatte.

## Vorbilder in der Geschichte

### Heinrich VIII. von England

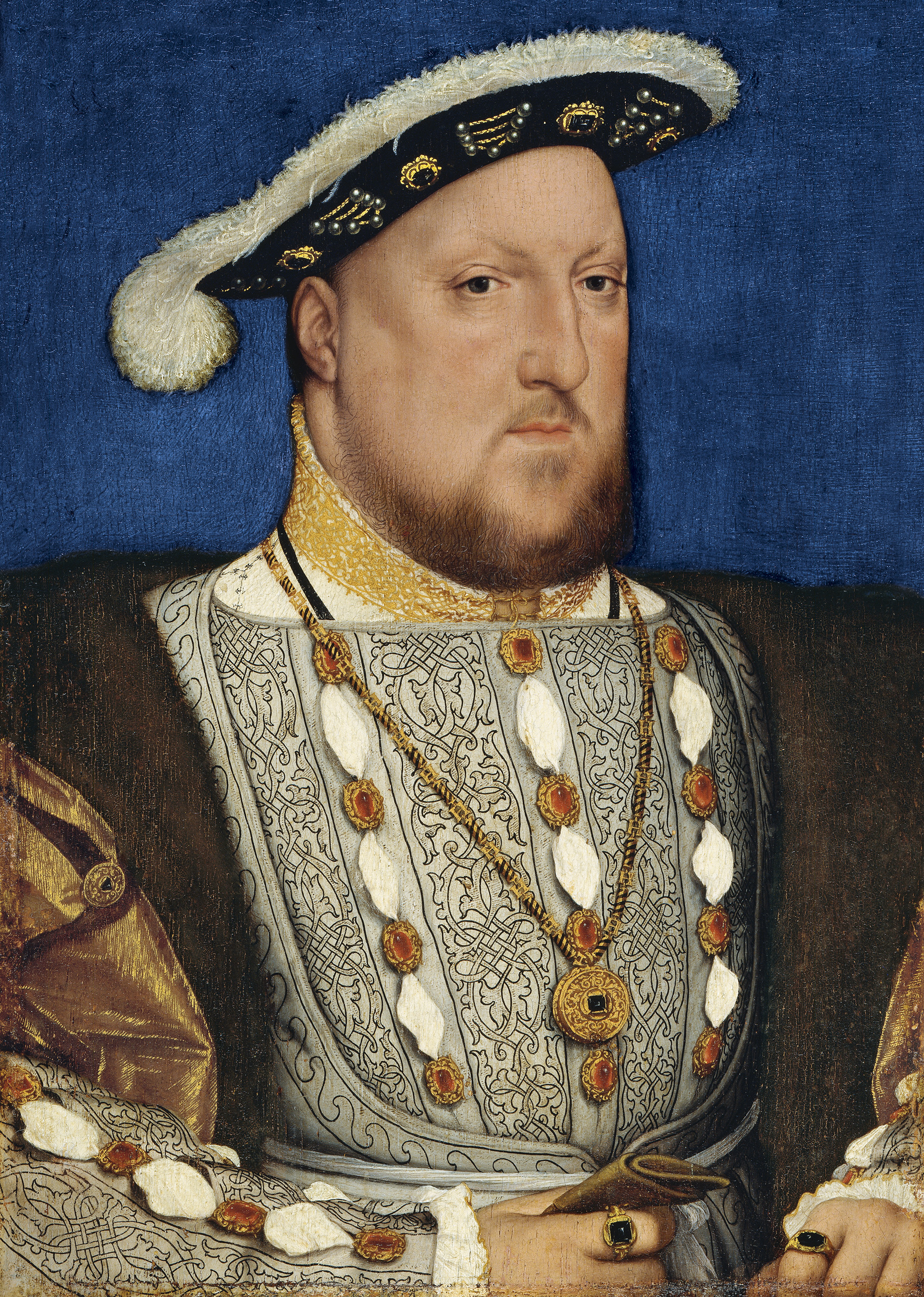
Heinrich VIII. auf einem Gemälde Hans Holbeins des Jüngeren

Vierhundert Jahre vor der Abdankungskrise hatte König Heinrich VIII. den englischen Katholizismus der Kontrolle Roms entzogen und so die Church of England geschaffen. Er konnte sich so von Katharina von Aragon scheiden lassen und Anne Boleyn heiraten, obwohl Katharina noch lebte. Die Ehe Heinrichs und Katharinas wurde 1533 mit der Begründung geschieden, sie sei nach levitischem Recht inzestuös (Katharina war die Witwe von Heinrichs älterem Bruder). Drei Jahre nach Heinrichs Heirat mit Anne Boleyn wurde diese wegen Verrats verurteilt, die Ehe für ungültig erklärt und Anne hingerichtet. Da auch Katharina mittlerweile gestorben war, konnte Heinrich wieder heiraten und tat dies auch elf Tage nach Annes Enthauptung. Nach dem Tod seiner dritten Frau Jane Seymour im Wochenbett heiratete Heinrich 1540 ein viertes Mal, nun Anna von Kleve. Die Ehe wurde nicht vollzogen und Heinrich ließ sich nur sechs Monate nach der Hochzeit erneut scheiden, dieses Mal mit der dubiosen Begründung, Anna sei einem anderen versprochen. Heinrich heiratete danach noch zweimal, aber keine seiner Frauen war vor ihrer Ehe mit ihm geschieden worden, und die Scheidungen, die stattfanden, wurden vom Parlament (aus der politischen Überlegung Heinrichs heraus, einen Erben zu zeugen und Bündnisse zu schließen) und der Kirche (aus religiösen Gründen) sanktioniert. Außerdem waren seine Scheidungen formal „Annullierungen“, das heißt Entscheidungen nach kanonischem Recht, dass die Ehe von Anfang an null und nichtig war und Heinrich und seine jeweilige Frau darum nie rechtlich gültig verheiratet waren. Hierin liegt der Unterschied zu Simpsons Scheidungen, die rechtliche Beendigungen nach dem Zivilrecht von rechtmäßig geschlossenen Ehen waren. Jemand, dessen Ehe annulliert worden ist, kann eine neue „erste“ Ehe schließen, jemand mit einer Scheidung war bereits verheiratet.

### Haus Hannover
König Georg I., damals noch Kurfürst von Braunschweig-Lüneburg, ließ sich 1694 von seiner Frau Sophia von Celle wegen ihres Ehebruchs scheiden, bevor er den britischen Thron bestieg. Weder er noch seine Frau heirateten nach der Scheidung wieder. Georg IV. versuchte vergebens, sich wegen ihres (angeblichen) Ehebruchs von seiner Frau Caroline von Braunschweig scheiden zu lassen.
Eduard VIII. war somit der erste britische Monarch, der eine geschiedene Frau heiraten wollte.

## Eine moderne Parallele

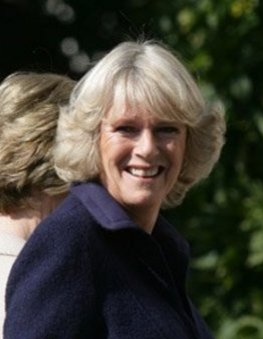
Queen Consort Camilla

Im Jahr 2005 heiratete der heutige König Charles III. als damaliger Prince of Wales seine langjährige Lebensgefährtin Camilla Parker-Bowles. Charles war zwar von seiner ersten Ehefrau Diana 1996 geschieden worden, diese war aber inzwischen verstorben. Dagegen war Parker-Bowles – wie Wallis Simpson 1936 – eine Geschiedene, deren Exmann zum Zeitpunkt ihrer Heirat noch lebte. Anders als 1936 führte die Eheschließung jedoch zu keiner Verfassungskrise im Vereinigten Königreich. Die Gründe für die abweichende Beurteilung eines ähnlichen Heiratsplanes waren:
- Ehescheidung war 2005 gesellschaftlich wesentlich akzeptierter als 1936.[59][60][61]
- Die Church of England hat ihre Haltung zu Scheidungen gemäßigt. Sie akzeptiert nun, dass standesamtlich wiederverheiratete Geschiedene in einem Gottesdienst gesegnet werden können.[62]
- Anders als Simpsons erste Scheidung wurde die Scheidung Parker Bowles’ von der Kirche anerkannt, auch wegen des Ehebruchs ihres Ehemannes Andrew Parker Bowles,[63][64] und ist nach englischem Gesetz gültig.[65]
- Simpson stand im Ruf einer Abenteurerin und war gesellschaftlich weniger als Frau des Thronfolgers akzeptabel als Parker Bowles.[66]
- Camilla wählte nach der Eheschließung die Anrede „Duchess of Cornwall“ statt der traditionellen „Princess of Wales“ als Frau des Kronprinzen. Der Buckingham-Palast erklärte außerdem, nach der Thronbesteigung ihres Mannes werde sie nicht den Titel „Königin“ (Queen Consort), sondern den neuen Titel einer „Prinzessin-Gemahlin“ (Princess Consort) verwenden.[67] Aufgrund dessen sehen viele die Ehe als morganatisch an.[66] Diese Entscheidung wurde jedoch auf Wunsch von Königin Elisabeth II noch vor deren Tod (2022) revidiert, so dass Camilla seit der Thronbesteigung ihres Mannes den Titel „Königin“ (Queen consort) trägt.
- Die Ehe wurde vom britischen Königshaus und der Regierung unterstützt und von der Church of England gesegnet.[68]
- Camilla war zum Zeitpunkt der Eheschließung bereits in einem Alter, in welchem davon ausgegangen werden konnte, dass die Ehe kinderlos bleiben und keine Thronerben hervorbringen würde, weswegen es die Regierungen der anderen Commonwealth Realms für unnötig hielten, ihr formell zuzustimmen (im Unterschied zu Charles’ erster Ehe).[69]
- Anders als Eduard VIII. war Charles nicht König, als er erklärte, eine geschiedene Frau heiraten zu wollen.
- Die öffentliche Meinung 1936 ist schwierig zu rekonstruieren; Meinungsumfragen kurz vor der Eheschließung 2005 ergaben jedoch breite öffentliche Zustimmung.[70]

## Rezeption
Das Calypsolied „Edward VIII.“ des Trinidader Calypsomusikers Lord Caresser war die beliebteste Calypsoplatte des Jahres 1937.
„Famous Last Words“, ein Roman von Timothy Findley, ist eine erfundene Neuinterpretation der Verbindung. Darin verschwören sich die beiden mit Ribbentrop zum Sturz Hitlers, um die Führerschaft des Dritten Reiches an sich zu reißen und Europa zu unterjochen.
In W.E., einem britischen Filmdrama aus dem Jahr 2011, erzählt Madonna in ihrer zweiten Regiearbeit die Affäre zwischen Eduard und Wallis.
In der Netflix-Produktion The Crown wird Edward VIII. von Alex Jennings (1. Staffel, 2016) und Derek Jacobi (3. Staffel, 2019) gespielt.